# Odette Pagani
Odette Pagani, née le 30 septembre 1910 à Paris et morte le 13 août 1995 à Tonnerre dans l'Yonne, est une femme politique française.

## Biographie

### Jeunesse et carrière professionnelle
Odette Pagani nait le 30 septembre 1910 à Paris, au sein d'une très ancienne famille de carriers du Tonnerrois. Après avoir obtenu le certificat d'anglais et le diplôme d'État d'infirmière, elle s'installe à partir de 1940 à Massangis, dans l'Yonne. 
Elle reprend alors l'exploitation de la carrière que dirigeait son père, maire de Massangis de 1929 à 1945. Par la suite, à partir de 1959, elle devient administratrice des Carrières et scieries de France et exerce cette fonction jusqu'en 1985. Elle prend également part à la création de l'association des Femmes chefs d'entreprise de l'Yonne.

### Carrière politique locale
Outre ses activités professionnelles, Odette Pagani s'engage dans la vie politique icaunaise. Elle est ainsi élue maire de Massangis en octobre 1947. Constamment reconduite par ses concitoyens lors de chaque scrutin municipal, elle préside pendant quarante-deux ans aux destinées de ce village de l'Avallonnais peuplé de quelque 400 âmes. 
Au cours de ce long mandat, elle œuvre notamment à la création d'un groupe scolaire et d'un foyer socio-éducatif. Présidente du SIVOM de L'Isle-sur-Serein, elle se trouve également à la tête de l'Association des maires de l'Yonne.
Odette Pagani est élue conseillère générale du canton de L'Isle-sur-Serein en avril 1955. Membre du Conseil général de l'Yonne pendant trente ans, elle en assure la vice-présidence à partir de 1958. Elle s'attache plus particulièrement à développer le tourisme dans l'Yonne, surtout par le biais du fleurissement des villes et des villages icaunais. Elle préside ainsi le jury départemental des maisons fleuries de 1959 à 1990, un prix portant même son nom.

### Sénatrice de l'Yonne
Bien implantée sur la scène politique icaunaise, Odette Pagani sollicite un mandat parlementaire à l'occasion de l'élection sénatoriale partielle organisée dans l'Yonne le 3 juin 1973 afin de pourvoir le siège de Jacques Piot laissé vacant après son élection comme Député de la troisième circonscription de l'Yonne. 
Candidate des Républicains indépendants (RI), elle bénéficie pourtant du désistement de Raymond Pourrain en sa faveur entre les deux tours. Elle est élue Sénatrice de l'Yonne lors du second tour, avec 371 voix sur 913 suffrages exprimés. 
Odette Pagani devient ainsi la première femme à exercer un mandat parlementaire dans l'Yonne.
Au Palais du Luxembourg, elle s'inscrit au groupe sénatorial des Républicains indépendants. Après un bref passage dans les rangs de la commission des affaires culturelles de juin à octobre 1973, elle siège ensuite à la commission des finances jusqu'en octobre 1977. 
Au cours de son mandat sénatorial, elle remplit les fonctions de rapporteur spécial pour le budget des rapatriés au nom de la commission des finances, de 1974 à 1976. Elle intervient ainsi chaque année dans la discussion du projet de loi de finances, analysant l'aspect chiffré du budget des rapatriés. Elle se félicite par exemple en 1976 des mesures intervenues en faveur des Français musulmans. Elle vote la loi Royer d'orientation du commerce et de l'artisanat en 1973, la loi fixant à dix-huit ans l'âge de la majorité en 1974, la loi Veil relative à l'interruption volontaire de grossesse en 1974 et la loi portant réforme du divorce en 1975.
Quatre ans après avoir fait son entrée au Palais du Luxembourg, Odette Pagani se représente aux élections sénatoriales du 25 septembre 1977. Candidate en deuxième position sur la liste du Parti républicain et de défense des intérêts des collectivités locales, elle recueille 292 voix sur 934 suffrages exprimés au premier tour. Elle se retrouve ainsi en troisième position, comme lors du scrutin de 1973, devancée cette fois par le sénateur sortant Paul Guillaumot et par le président du Conseil général de l'Yonne et ancien ministre Jean Chamant. Mais avec seulement 319 des 924 suffrages exprimés au second tour, elle échoue à retrouver son fauteuil sénatorial : ce sont Paul Guillaumot et Jean Chamant qui sont élus, avec respectivement 420 et 344 voix.

### L'après-Sénat
Après cette défaite électorale, Odette Pagani ne se retire pas pour autant de la vie politique et se consacre à ses mandats locaux. Elle représente ainsi le canton de l'Isle-sur-Serein au Conseil général de l'Yonne jusqu'en mars 1985. 
Elle conserve également ses fonctions de premier édile de Massangis jusqu'aux élections municipales de mars 1989, auxquelles elle choisit de ne pas se représenter, quarante-deux ans après avoir entamé son mandat.
L'activité qu'Odette Pagani n'a cessé de déployer en faveur des Icaunais durant plus de quarante ans lui vaut de recevoir de nombreuses décorations : elle est officier de la Légion d'honneur, des Palmes académiques et du Mérite agricole.
Affaiblie par la maladie, cette figure politique de l'Yonne s'éteint le 13 août 1995 à l'hôpital de Tonnerre, à l'âge de quatre-vingt-quatre ans.

## Détail des fonctions et des mandats
Mandats locaux
- 1947 - 1989 : Maire de Massangis
- 1955 - 1985 : Conseillère générale du canton de l'Isle-sur-Serein

Mandat parlementaire
- 3 juin 1973 - 2 octobre 1977 : Sénatrice de l'Yonne